# Dorpskerk Katwijk

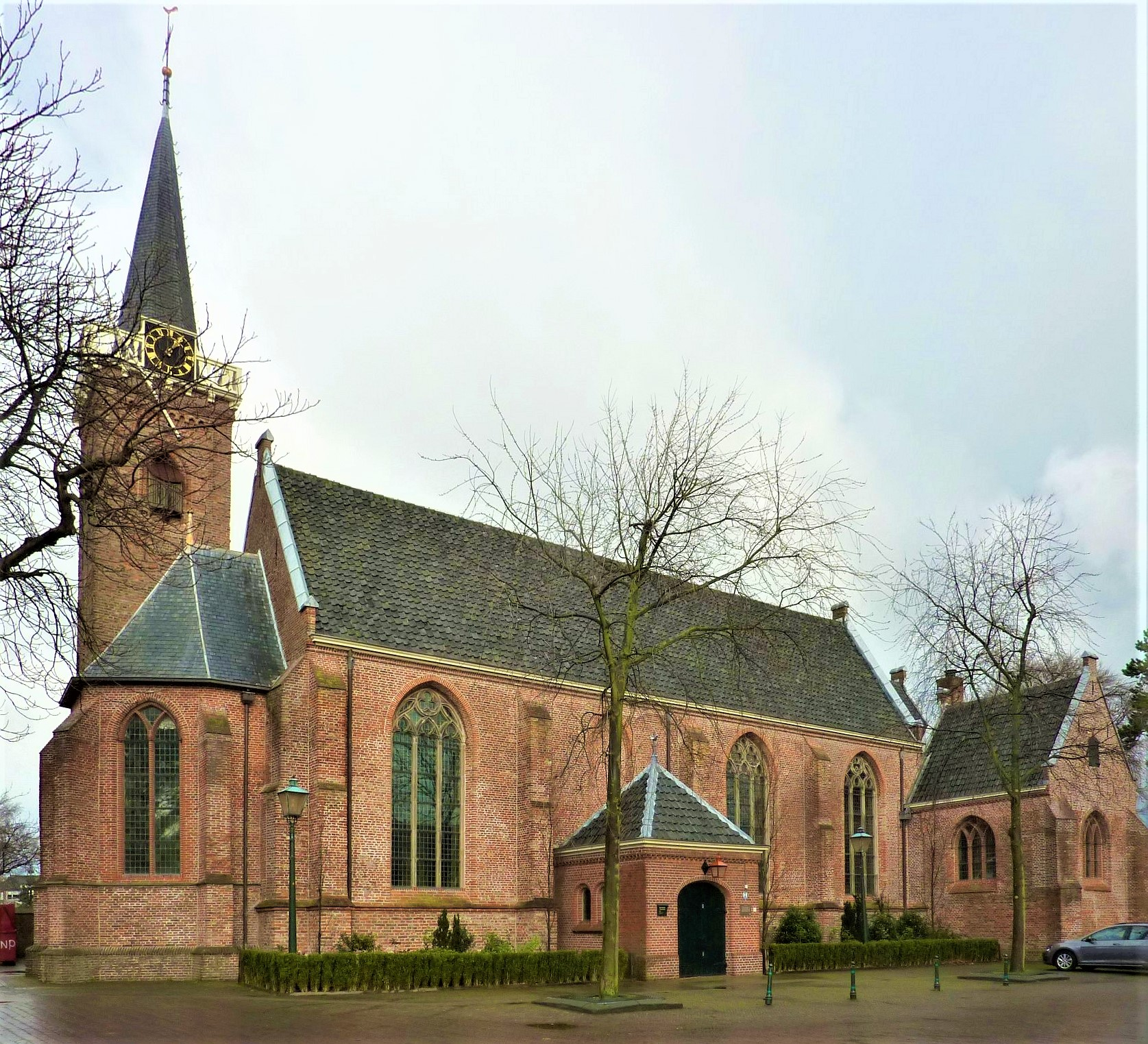
Die Dorpskerk Katwijk, Blick von Südwesten. Links die Taufkapelle

Die Dorpskerk (deutsch: Dorfkirche) in Katwijk (Provinz Südholland) gehört einer evangelisch-reformierten Gemeinde innerhalb der Protestantischen Kirche in den Niederlanden. Die Pseudobasilika ist als Rijksmonument eingestuft.

## Geschichte
Die Kirche war bis zur Einführung der Reformation dem Patrozinium Johannes der Täufer unterstellt. Der Turm, der gerade geschlossene Hauptchor sowie die Westfassade des Langhauses stammen aus dem Ende des 13. Jahrhunderts. Das dreischiffige Langhaus wurde hauptsächlich Mitte des 15. Jahrhunderts erbaut, der Nordseitenchor und die Sakristei wurden um 1500 errichtet. Die Taufkapelle wurde Anfang des 16. Jahrhunderts erbaut und wirkt im Äußeren wie ein Westchor. Im Turm hängt eine von Gerrit Bakker 1786 gegossene Uhr. Die Kirche wurde 1925/26 verputzt und mit einem neuen Eingangsportal an der Südseite versehen. Eine vollständige Restaurierung wurde in den Jahren 1974 bis 1977 durchgeführt. Der Innenraum wird von einem hölzernen Tonnengewölben bedeckt. Die Taufkapelle hat ein steinernes Sterngewölbe. Im nördlichen Seitenchor befindet sich ein 1663 von Rombout Verhulst für Willem van Liere († 1654) und Maria van Reygersberg († 1673) angefertigtes Marmormausoleum. Zur Ausstattung gehören auch mehrere Zehn Gebote und Texttafeln (frühes 17. Jahrhundert), eine Kanzel (1695) und eine 1765 geschaffene Rokoko-Orgel von Pieter van Assendelft, die 1887 durch J. van Gelder erweitert wurde.